# Doranges
Doranges är en kommun i departementet Puy-de-Dôme i regionen Auvergne-Rhône-Alpes i centrala Frankrike. Kommunen ligger i kantonen Arlanc som tillhör arrondissementet Ambert. År 2022 hade Doranges 172 invånare.

## Befolkningsutveckling
Antalet invånare i kommunen Doranges
| Referens: INSEE |